# Pablo Torresagasti
Pablo Andrés Torresagasti (Resistencia, Argentina; 5 de agosto de 1980) es un futbolista argentino. Juega de guardameta y su equipo actual es Club Social y Deportivo Fontana del Torneo Regional Amateur de Argentina.

## Trayectoria
Jugó como guardameta en Paraguay, Argentina, Uruguay y Chile, en varios equipos. Actualmente milita en Sarmiento de Resistencia, de Argentina. Se inició en las divisiones inferiores de Rosario Central.

## Clubes
| Club                      | País      | Año       |
| ------------------------- | --------- | --------- |
| 12 de Octubre             | Paraguay  | 2002      |
| Tembetary                 | Paraguay  | 2003      |
| Sport Colombia            | Paraguay  | 2004      |
| Textil Mandiyú            | Argentina | 2004-2005 |
| Sportivo Patria           | Argentina | 2005      |
| Deportes Concepción       | Chile     | 2006      |
| Boca Unidos               | Argentina | 2006-2010 |
| Racing de Olavarría       | Argentina | 2011      |
| Defensores de Belgrano    | Argentina | 2012      |
| Sportivo Carapeguá        | Paraguay  | 2013      |
| Libertad                  | Paraguay  | 2014-2015 |
| Rionegro Águilas          | Colombia  | 2016      |
| Rubio Ñu                  | Paraguay  | 2017      |
| Racing Club de Montevideo | Uruguay   | 2018      |
| Sarmiento de Resistencia  | Argentina | 2018-     |

## Palmarés
| Título          | Club     | País     | Año  |
| --------------- | -------- | -------- | ---- |
| Torneo Apertura | Libertad | Paraguay | 2014 |
| Torneo Clausura | Libertad | Paraguay | 2014 |